# Центральный депозитарий
Центральный депозитарий — расчётный институт инфраструктуры рынка ценных бумаг, традиционно осуществляющий на западных рынках функции дематериализации и иммобилизации ценных бумаг, а также играющий роль центра расчётов по ценным бумагам. В общепринятом контексте эпитет «центральный» необязательно означает единственный депозитарий в пределах конкретной национальной юрисдикции. Как правило, под центральным депозитарием подразумевается центральный расчётный институт в конкретном национальном или международном сегменте рынка ценных бумаг.

## Центральные депозитарии за рубежом
Своеобразным толчком к развитию и распространению концепции центрального депозитария послужил доклад международной группы экспертов, получившей название «Группы 30». В 1989 году эта группа опубликовала доклад, содержащий 9 рекомендаций по клирингу и расчётам на мировых финансовых рынках. Одной из них была рекомендация по созданию центрального депозитария на каждом национальном рынке.
Со временем эти рекомендации уточнялись и дополнялись и в 1999 году International Securities Services Association (ISSA)  опубликовала обновлённые рекомендации Группы 30. В них рекомендация касающаяся центрального депозитария (Рекомендация № 3) была несколько расширена:
«В каждой стране должен функционировать эффективный и развитый центральный депозитарий, созданный и управляемый с целью достижения наибольшего взаимодействия с отраслью ценных бумаг. Перечень инструментов, подходящих для депонирования должен быть широк насколько это возможно. Иммобилизация или дематериализация финансовых инструментов должна быть проведена в максимально возможной степени.
Если в одной стране существует несколько центральных депозитариев, они должны функционировать в соответствии с сопоставимыми между собой правилами и практиками деятельности с целью уменьшения расчётных рисков и достижения эффективного использования фондов и доступного залогового обеспечения расчетов.»
Классической функцией центрального депозитария являются дематериализация и иммобилизация ценных бумаг.
Дематериализация — перевод ценных бумаг из бумажной в электронную форму, при которой ценная бумага существует как запись на счете депо.
Под иммобилизацией понимается сохранение документарных ценных бумаг с одновременным переводом их в бездокументарную форму. В этом случае документарные ценные бумаги хранятся в центральном депозитарии, а права владельца подтверждаются опять же записью на счёте депо.
Необходимость института центрального депозитария к моменту принятия соответствующих рекомендаций Группой 30 в 1989 году объяснялась тем, что ценные бумаги на западных рынках тогда обращались в основном в своей первоначальной, то есть документарной форме. Ежегодно увеличивающийся объём торгов и риски, связанные с постоянной сменой мест их хранения и учёта и привели к необходимости перехода к бездокументарной форме учёта прав на ценные бумаги посредством центрального депозитария.

## Центральный депозитарий в России
НКО АО «Национальный расчетный депозитарий» (НРД) — крупнейший отечественный расчётный депозитарий, входящий в Группу экс-ММВБ — российской биржи, которая в декабре 2011 г. объединилась с конкурирующей РТС и создала Группу «Московская биржа». После этого в течение 2012 года НРД интегрировал в свои бизнес-процессы услуги ЗАО «ДКК», расчётного депозитария на рынках экс-Группы РТС.
06 ноября 2012 года ФСФР России присвоила статус центрального депозитария в России НРД, входящему в Группу «Московская биржа». Создание центрального депозитария позволит повысить прозрачность учёта прав собственности и эффективность рынка, а также облегчит доступ зарубежных инвесторов к российским ценным бумагам.
Появление центрального депозитария приведёт к росту ликвидности, снижению затрат на расчётные услуги благодаря проведению операций всеми участниками рынка на единой пост-трейдинговой платформе.
Иностранные организации, включённые в перечень иностранных организаций, утверждённый приказом ФСФР России от 27.07.2012 № 12-65/пз-н, получат возможность открыть счета иностранного номинального держателя в НКО АО НРД. При этом на счета депо иностранного номинального держателя, которые будут открыты центральным депозитарием иностранным организациям, являющимися международными централизованными системами учёта прав на ценные бумаги и/или расчётов по ценным бумагам, до 1 июля 2014 г. могут зачисляться только ценные бумаги, выпущенные от имени Российской Федерации, субъекта Российской Федерации, муниципальных образований, облигации иных российских эмитентов, а также ценные бумаги иностранных эмитентов.
Официальная аккредитация в качестве центрального депозитария выступает решающим аргументом для признания НКО АО НРД в качестве «приемлемого депозитария», согласно правилу 17f-7 Комиссии по ценным бумагам и биржам США, и даст возможность американским фондам инвестировать напрямую в российские ценные бумаги.